# 鄭閻
鄭閻（1375年—？），字公望，福建福州府閩縣左一坊人，明朝政治人物。進士出身。

## 生平
永樂十年（1412年），登壬辰科會試中進士，授安陸州學正，后改無為州學正，之後官職廣信府教授。存有《抑斎集》。